# Livoneca desterroensis
Livoneca desterroensis là một loài chân đều trong họ Cymothoidae. Loài này được Thatcher, Souza-Conceiçao & Jost miêu tả khoa học năm 2003.